# Коув (Орегон)
Коув (енгл. Cove) град је у америчкој савезној држави Орегон.

## Демографија
По попису из 2010. године број становника је 552, што је 42 (-7,1%) становника мање него 2000. године.
| Група             | 2000.       | 2010.       |
| Белци             | 565 (95,1%) | 497 (90,0%) |
| Афроамериканци    | 1 (0,2%)    | 0 (0,0%)    |
| Азијати           | 1 (0,2%)    | 9 (1,6%)    |
| Хиспаноамериканци | 13 (2,2%)   | 20 (3,6%)   |
| Укупно            | 594         | 552         |